# Олимџон Ишанов
Олимџон Ишанов (таџ. Олимҷон Ишанов, рус. Олимджон Ишанов, романизовано Olimjon Ishanov; Душанбе, 21. јун 1998) таџикистански је пливач чија ужа специјалност су спринтерске трке слободним и леђним стилом. 

## Спортска каријера
Ишанов је дебитовао на међународним пливачким такмичењима током 2018, прво на Азијским играма у Џакарти, а потом и на Светском првенству у малим базенима у Хангџоуу. 
На светским првенствима у великим базенима је дебитовао у корејском Квангџуу 2019, где је пливао у квалификационим тркама на  
50 леђно (68. место) и 50 слободно (107. место). 